# 럭스 (음악 그룹)
럭스는 대한민국의 음악 그룹이다. 2017년 싱글 [널 떠나겠어]로 데뷔했다.

## 음반
- 널 떠나겠어 (2017)